# Bromuro d'ammonio
Il Bromuro di ammonio , con formula bruta NH4Br, è il sale di ammonio dell'acido bromidrico . La sostanza chimica cristallizza in prismi incolori e sublima al riscaldamento ed è facilmente solubile in acqua. Per esposizione all'aria assume progressivamente un colore giallo a causa della ossidazione di tracce di bromuro Br− a bromo Br2.
È usato nell'industria della tecnologia fotografica e in medicina come sedativo (uso ormai sconsigliato).

## Preparazione
Il bromuro di ammonio può essere sintetizzato mediante l'azione diretta di bromuro di idrogeno in ammoniaca.
{\displaystyle {\ce {NH3\,+\,HBr\to NH4Br}}}
Può anche essere preparato mediante la reazione di ammoniaca con il ferro (II) bromuro o ferro (III) bromuro , che può essere ottenuto facendo passare una soluzione acquosa di bromo sopra della limatura di ferro.
{\displaystyle {\ce {2NH3\,+\,FeBr2\,+\,2H2O\to 2NH4Br\,+\,Fe(OH)2}}}